# A.C. Milan w sezonie 1927/1928

Klubowe barwy Milanu

Osiągnięcia piłkarskiego zespołu A.C. Milan w sezonie 1927/1928.

## Osiągnięcia
- Mistrzostwa Włoch: 6. miejsce

## Podstawowe dane
- Oficjalna nazwa klubu: Milan Football Club
- Siedziba klubu: Via Meravigli 7
- Boisko: San Siro
- Prezes klubu:  Piero Pirelli I
- Trener zespołu:  Herbert Burgess
- Kapitan drużyny:  Abdon Sgarbi